# Joseph Conrad Pfahler

Joseph Conrad Pfahler, um 1870

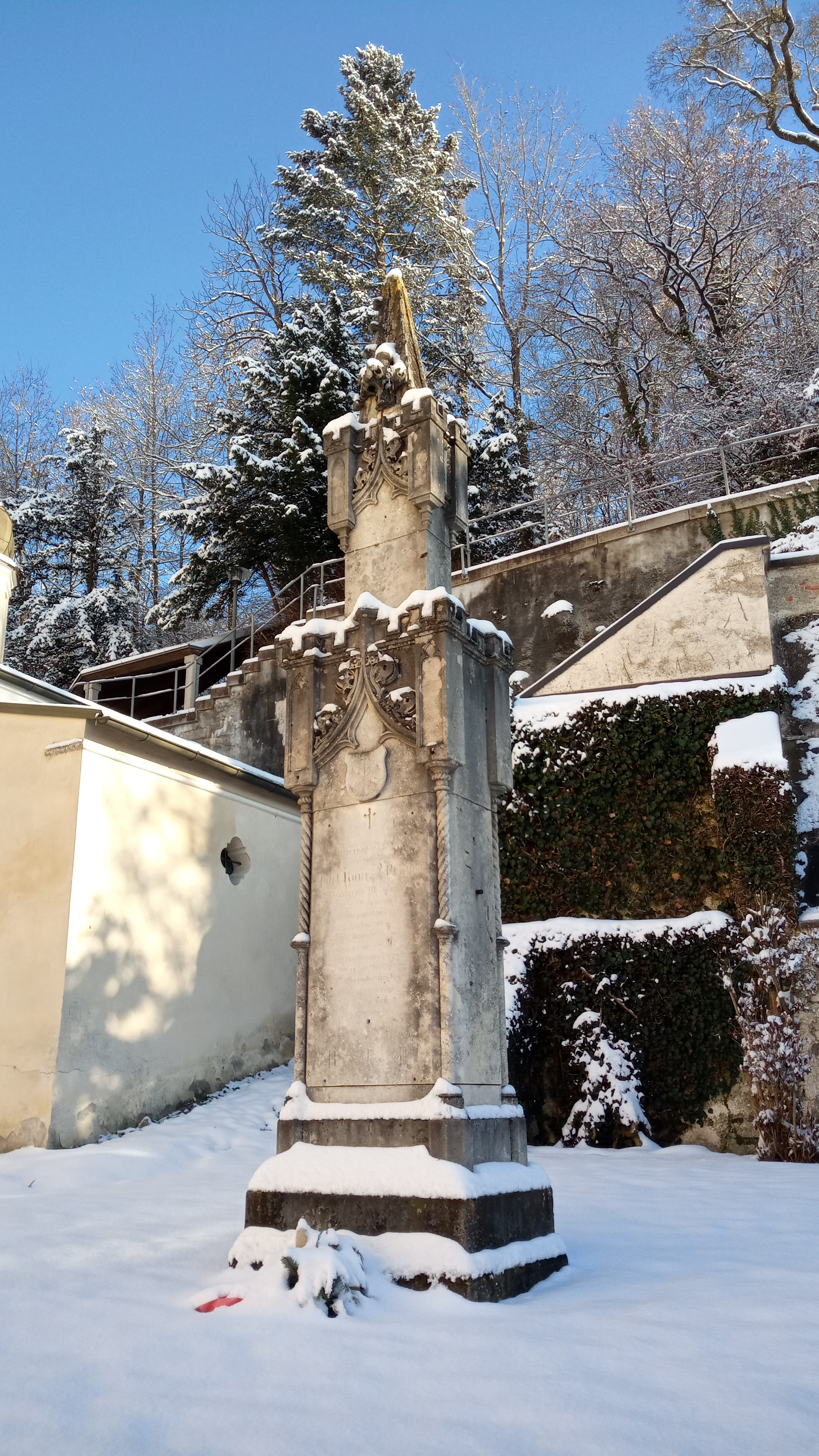
Grabstein von Joseph Conrad Pfahler in Deggendorf

Joseph Conrad Pfahler (auch: Pfaller; * 9. März 1826 in Spalt, Mittelfranken; † 9. Dezember 1887 in München) war ein katholischer Theologe und Hochschullehrer, bayerischer Politiker, Reichstagsabgeordneter und Zeitungsgründer.

## Leben
Geboren in Spalt in Mittelfranken, zum Bistum Eichstätt gehörend, hatte er 16 Geschwister. Ab 1840 besuchte er das Humanistische Gymnasium in Eichstätt und war Zögling des dortigen Bischöflichen Knabenseminars. Nach dem Abitur studierte er von 1847 bis 1852 Philosophie und Theologie am Bischöflichen Lyzeum Eichstätt und wurde hier 1852 zum Priester geweiht. Nach seelsorgerlichen Aushilfstätigkeiten war er 1852/53 Dozent für Philologie und 1853 bis 1860 Professor für Philologie und Allgemeine Geschichte am Lyzeum Eichstätt, zeitweise auch für Archäologie. 1855 wurde er zum Dr. phil. an der Universität Würzburg promoviert. 1860 bis 1862 war er Professor für Kirchenrecht und 1860 bis 1863 für Kirchengeschichte am Lyzeum Eichstätt; in Überschneidung fungierte er 1862 bis 1867 als Professor für die hebräische Sprache am Lyzeum Eichstätt und zugleich 1863 bis 1867 als Professor für Biblische Wissenschaften.
1867 gab er seine Lehrtätigkeit auf, verließ das Bistum Eichstätt und wurde Stadtpfarrer in Deggendorf in Niederbayern. Als Stadtpfarrer war er zugleich Inspektor der Königlichen Präparandenschule. 1869/70 unternahm er Agitationsreisen für den Bayerisch-Patriotischen Bauernverein Deggendorf und war 1869 bis 1887 Abgeordneter der Bayerischen Patriotenpartei im Bayerischen Landtag. Dort hatte er 1876 bis 1887 den Vorsitz im Eisenbahnausschuss inne und erwarb sich Verdienste um den Bau der Bayerischen Waldbahn von Plattling nach Eisenstein. Er war sich der Bedeutung der Medien bewusst und gründete daher im Kulturkampf 1871 den Deggendorfer Donauboten. Ein Jahr später verlieh ihm Deggendorf die Ehrenbürgerwürde. 1876 bis 1887 war er Dekan des Priesterkapitels Deggendorf. 1884 kaufte er für die Stadtpfarrkirche Deggendorf den barocken Hochaltar des Eichstätter Doms, der einer Neugotisierung weichen musste. 1885 verkaufte er seinerseits den Barockaltar der Deggendorfer Geiersbergkirche nach Disentis in Graubünden. 1881 bis 1884 war er Reichstagsabgeordneter der Zentrumspartei für den Wahlkreis V Niederbayern. In München gestorben, wurde er am 13. Dezember 1887 in Deggendorf bestattet. Auf einer Gedenktafel in der Pfarrkirche Deggendorf wird er als „Restaurator und Wohltäter der sämtlichen Kirchen in Deggendorf“ gewürdigt.

## Werke (Auswahl)
- Über die Erkenntnis Gottes, des Menschen und der Seele (Studien des Alphonse Gratry), übersetzt und mit Anmerkungen versehen (zusammen mit Joseph Weizenhofer und Michael Lefflad), 6 Bände (1858/59). OCLC 180510557
- Mehrere Leitartikel im „Deggendorfer Donauboten“ ab 1871. ZDB-ID 2790036-8
- Auch ein Wort über die Bauernvereine (anonym), Krüll, Deggendorf 1872. OCLC 166035798 (Online)
- Alles für Jesus oder der Christ in seinem Wandel vor Gott. Ein Lehr- und Gebetbuch. Neu bearb. und vermehrt von Dr. Joseph Pfahler, (10. Auflage 1883; 20. Auflage 1888).

## Bibliographien
- Franz Sales Romstöck: Personalstatistik und Bibliographie des bischöfl. Lyceums in Eichstätt. 1894, OCLC 162889229 S. 137
- Werner Schrüfer: Josef Conrad Pfahler (1826–1887), Professor, Pfarrer, Politiker. Ebner, Deggendorf 1987, S. 11–13.